# 小行星4866
小行星4866（4866 Badillo）是一颗绕太阳运转的小行星，为主小行星带小行星。该小行星于1988年11月10日发现。

## 轨道参数
小行星4866的轨道半长轴为3.0028037 UA，离心率为0.084。